# Championnats d'Asie de karaté 2001
Navigation
Édition précédente Édition suivante
Les championnats d'Asie de karaté 2001 ont lieu à Genting, en Malaisie, en novembre 2001. Il s'agit de la cinquième édition des championnats d'Asie de karaté.